# Rummet af glas
|  | Denne artikel er oprettet af botten Steenthbot ud fra en ekstern database. Den kan derfor have sproglige fejl eller mangler. Denne skabelon kan fjernes efter kontrol af indholdet. |

Rummet af glas er en dansk kortfilm fra 2010 instrueret af Jarl Sidelmann.

## Handling
Lisa og Frank's spæde datter skal døbes i dag. Frank ser dagen som en mulighed for at imponerer hans forældre, der kommer på besøg. I et forsøg på at charmere sig ind hos Frank – hvis opmærksomhed har været rettet mod datteren siden fødslen – har Lisa valgt at stå for maden. Men et lille uheld vokser sig stort og snart tager den ene undertrykte konflikt den anden ved hånden.